# 曾性初
曾性初（1923年5月15日—2014年10月2日），男，湖南宝庆（今邵阳）人，中国实验心理学家，致力于实验心理学发展理论和汉字心理学的研究。

## 生平
1942年本科毕业于中山大学教育心理学系，1946年于清华大学研究院取得硕士学位，后到北京大学任助教。1948年赴美入哥伦比亚大学深造，师从心理学家伯尔赫斯·弗雷德里克·斯金纳，1952年取得心理学博士学位。
1954年回国。1954年至1957年，任教于河北师范学院，1957年进入华东师范大学心理学系，历任副教授、教授、心理实验室主任。